# Flagge von Los Angeles

Flagge von Los Angeles

Die Flagge von Los Angeles besteht aus drei eingekerbten vertikalen Streifen in den Farben Grün, Gold und Rot. In der Mitte ist das Stadtsiegel abgebildet. 
Die Farben repräsentieren Olivenbäume (grün), Orangenbäume (gold) und Weinberge (rot). Die Farben sind auch in den Flaggen von Spanien und Mexiko vorhanden, den zwei Nationen, die über das Gebiet regiert haben, bevor es Teil der Vereinigten Staaten wurde. Die Flagge wurde 1931 von Roy E. Silent und Eli Stanley Jones zum 150-jährigen Jubiläum der Stadt entworfen.
Die Flagge erhielt eine kurzzeitige internationale Beachtung während der Schlussfeier der Olympischen Sommerspiele 1980 in Moskau. Sie wurde anstelle der US-amerikanischen Flagge als Symbol der nächsten Gastgeber gehisst. Dieser Schritt wurde als Antwort auf den von den Amerikanern angeführten Olympiaboykott angesehen. 